# Cross Purposes Live
Cross Purposes Live – album koncertowy brytyjskiej grupy Black Sabbath. Rejestracji koncertu dokonano 13 kwietnia 1994 roku w Londynie w słynnej sali koncertowej Hammersmith Apollo podczas trasy promującej album Cross Purposes. Album został wydany w 1995 roku jako box zawierający CD oraz kasetę VHS. Na kasecie znalazło się o trzy nagrania więcej ("Mob Rules", "Anno Mundi" i "Neon Knights") niż na płycie. W tej formie album jest dziś bardzo trudno dostępny.

## Lista utworów
1. "Time Machine" (Ronnie James Dio, Iommi, Butler)
2. "Children of the Grave"
3. "I Witness" (Tony Martin, Iommi, Butler)
4. "Mob Rules" (Dio, Iommi, Butler) (tylko na kasecie VHS)
5. "Into the Void"
6. "Anno Mundi" (Iommi, Cozy Powell) (tylko na kasecie VHS)
7. "Black Sabbath"
8. "Neon Knights" (Dio, Iommi, Butler, Ward) (tylko na kasecie VHS)
9. "Psychophobia" (Martin, Iommi, Butler)
10. "The Wizard"
11. "Cross of Thorns" (Martin, Iommi, Butler)
12. "Symptom of the Universe"
13. "Headless Cross" (Martin, Iommi, Powell)
14. "Paranoid"
15. "Iron Man"
16. "Sabbath Bloody Sabbath"

## Twórcy
- Tony Martin – wokal
- Tony Iommi – gitara
- Geoff Nicholls – keyboard
- Geezer Butler – gitara basowa
- Bobby Rondinelli – perkusja